# 浅古铜吻沙蚕
浅古铜吻沙蚕（学名：Glycera subaenea）为吻沙蚕科吻沙蚕属的动物。分布于日本、马尔加什、菲律宾群岛，包括黄海、东海、台湾海峡等海域。